# Czarownica (film 2005)
Czarownica (Bewitched) – amerykańska komedia z 2005 roku w reżyserii Nory Ephron. Film jest kinową wersją popularnego w USA w latach 60. serialu telewizyjnego Ożeniłem się z czarownicą, opowiadającego o perypetiach zwariowanej czarownicy, która wbrew sprzeciwom swojej rodziny zakochuje się i wychodzi za mąż za zwykłego śmiertelnika.

## Obsada
- Nicole Kidman – Isabel Bigelow/Samantha Stephens
- Will Ferrell – Jack Wyatt/Darrin Stephens
- Shirley MacLaine – Iris Smythson/Endora
- Michael Caine – Nigel
- Jason Schwartzman – Ritchie
- Kristin Chenoweth – Marie
- Steve Carell – Wujek Arthur
- Heather Burns – Nina
- Jim Turner – Larry
- Stephen Colbert – Stu Robison
- David Alan Grier – Jim Fields
- Michael Badalucco – Joey Props
- Carole Shelley – ciotka Clara
- Katie Finneran – Sheila Wyatt
- Amy Sedaris – Gladys Kravitz
- Richard Kind – Abner Kravitz
- Ken Hudson Campbell – scenarzysta

## Opis fabuły
W kalifornijskim mieście San Fernando Valley mieszka Isabel Bigelow, czarownica, która usiłuje zmienić swoje życie. Jest zdecydowana wbrew swojej rodzinie wyrzec się swoich magicznych zdolności i zacząć żyć jak normalni ludzie. W tym samym mieście Jack Wyatt próbuje zrobić karierę jako aktor, chce zrealizować nową wersję popularnego w latach 60. serialu komediowego Ożeniłem się z czarownicą, w której miałby zagrać rolę Darrina, ukochanego czarownicy. Przez przypadek Isabel i Jack spotykają się. Jack zauważa podobieństwo zwłaszcza nosa Isabel do Elizabeth Montgomery – aktorki grającej Samanthę w oryginalnej wersji Ożeniłem się z czarownicą. Jest przekonany, że Isabel w sam raz nadaje się do roli w jego nowym serialu. Isabel widzi w Jacku śmiertelnego mężczyznę, z którym mogłaby założyć rodzinę i żyć normalnie.